# スプリング・フィーバー
『スプリング・フィーバー』 （原題：春风沉醉的晚上、英：Spring Fever ） は、2009年に製作された香港・フランス・中国合作映画。R-15。

## ストーリー
現代の南京。
女性教師リン・シュエは、
夫ワン・ピンが浮気をしているのではないかと疑い、
その調査を探偵ルオ・ハイタオに依頼する。
尾行の結果、夫の浮気相手はジャン・チョンという"青年"であった。

## キャスト
- 江城(ジャン・チョン)：秦昊(チン・ハオ)
- 羅海濤(ルオ・ハイタオ)：陳思成(チェン・スーチェン)
- 李静(リー・ジン)：譚卓（中国語版）(タン・チュオ)
- 王平(ワン・ピン)：呉偉(ウー・ウェイ)
- 林雪(リン・ジュエ)：江佳奇(ジャン・ジャーチー)

## 上映・受賞
- 2009年,第62回カンヌ国際映画祭 - 脚本賞(メイ・フォン)
- 2010年,第19回東京国際レズビアン&ゲイ映画祭(7月19日)
- 2011年,第6回青森インターナショナルLGBTフィルムフェスティバル(7月3日)